# كأس السوبر البرتغالي 1979
كأس السوبر البرتغالي 1979 هو الموسم 1 من كأس السوبر البرتغالي. فاز فيه نادي بوافيشتا.